# Alternaria radicina
Alternaria radicina is een schimmel die behoort tot de orde Pleosporales van de ascomyceten en komt over de hele wereld voor. De schimmel veroorzaakt zwarte-plekkenziekte bij peen. Verder kan de schimmel knolselderij, wortelpeterselie, pastinaak en dille aantasten. De schimmel komt in de grond en op zaad voor. De sporen kunnen tot zeven jaar in de grond overleven.

## Aantasting
De eerste (primaire) aantastingplekken zijn te zien aan de basis van de bladstelen. De aantasting verspreidt zich naar de bovengrondse delen van de plant en de wortel en vormt donkere, oppervlakkige aantastingsplekken. Necrotische plekken ontstaan op de bloeiwijze en soms op oudere bladeren. De secundaire aantasting vindt onder de grond op de wortel plaats en gaat vaak gepaard met barstjes en scheurtjes. Tijdens de bewaring ontstaan droge, melige rottingsverschijnselen. Ook kunnen kiemplanten aangetast worden en afsterven.

## Beschrijving
De licht gekleurde tot middenbruine of olijfbruine, soms vertakte, rechte of gebogen, gesepteerde conidioforen staan alleen op een hyfe en zijn tot 200 µm lang en 3 - 9 µm breed. Ze hebben een of meerdere conidiale littekens.
De midden- tot donkerbruine of olijfbruine conidia staan individueel of in  2 -3 kettingen en zijn zeer varaibel in vorm. Ze hebben een gladde celwand.  Ze zijn 27-57 µm lang en µm breed. De conidia hebben 3-7 dwarse tussenwanden en 1 of meerdere in de lengte lopende tussenwanden.